# Jannik Sinner
Jannik Sinner (sinh ngày 16 tháng 8 năm 2001) là một vận động viên quần vợt chuyên nghiệp người Ý. Anh có thứ hạng cao nhất là vị trí số 1 trên thế giới ở Hiệp hội quần vợt nhà nghề (ATP). Tại Giải quần vợt Pháp Mở rộng 2020, anh trở thành tay vợt trẻ nhất nội dung đơn nam vào vòng tứ kết sau Novak Djokovic năm 2006. Sinner đã giành được 19 danh hiệu ATP Tour ở nội dung đánh đơn trong đó bao gồm 3 danh hiệu Grand Slam Úc Mở rộng 2024, Mỹ Mở rộng 2024, Úc Mở rộng 2025 và 4 danh hiệu Masters 1000 tại Giải quần vợt Canada Mở rộng 2023 , Miami Open 2024,Cincinati Masters 2024 và Thượng Hải Masters 2024 ngoài ra là một danh hiệu ở nội dung đánh đôi. 
Sinner lớn lên ở tỉnh Nam Tyrol thuộc Bắc Ý. Anh hay chơi trượt tuyết, bóng đá, và quần vợt khi còn nhỏ. Sau khi giành chức vô địch quốc gia ở môn trượt tuyết khi 8 tuổi, Sinner chuyển sang tập trung vào quần vợt khi 13 tuổi và chuyển đến Riviera để tập luyện với huấn luyện viên Riccardo Piatti. Mặc dù không có nhiều thành tích ở cấp độ trẻ, Sinner bắt đầu thi đấu ở các giải đấu chuyên nghiệp khi 16 tuổi và trở thành một trong số ít các tay vợt giành được nhiều danh hiệu ATP Challenger Tour ở tuổi 17. Anh sau đó đã giành giải thưởng ATP Newcomer of the Year năm 2019 sau khi có bức đột phá vào top 100, vào vòng bán kết ATP đầu tiên, và vô địch giải Next Generation ATP Finals ở Milan trước Alex de Minaur. Sinner tiếp tục vào top 50 vào năm 2020 với chiến thắng tay vợt top 10 đầu tiên, vào vòng tứ kết Grand Slam, và giành danh hiệu ATP.
Sinner thuận cú hai tay trái tay, và dẫn đầu ATP Tour về số lượng các cú topspin.
Sinner còn dính bê bối Doping khi 2 lần mẫu thử thất bại tại Miami năm 2024 dẫn đến kết quả năm 2025 bị cấm thi đấu 3 tháng, án cấm được cho là thiên vị và thiếu minh bạch.

## Cuộc sống
Jannik Sinner sinh ngày 16 tháng 8 năm 2001, là con của Hanspeter và Siglinde Sinner ở Innichen thuộc tỉnh Nam Tyrol nói tiếng Đức ở Bắc Ý. Anh lớn lên ở thị trấn Sexten, nơi bố mẹ anh làm đầu bếp và bồi bàn tại một nhà nghỉ trượt tuyết. Anh có một người anh trai tên Marc. Sinner bắt đầu trượt tuyết và chơi quần vợt năm 3 tuổi. Anh là một trong những vận động viên trẻ trượt tuyết hàng đầu nước Ý từ 8 đến 12 tuổi, giành một chức vô địch quốc gia khi 8 tuổi và á quân khi 12 tuổi. Trong lúc tập luyện môn trượt tuyết, Sinner từ bỏ quần vợt khi 7 tuổi trước khi bố anh thúc đẩy anh quay trở với bộ môn này. Khi anh tập luyện trở lại, anh bắt đầu làm việc với huấn luyện viên đầu tiên Heribert Mayr. Tuy nhiên, quần vợt vẫn chỉ là ưu tiên thứ 3 của anh sau trượt tuyết và bóng đá.
Ở tuổi 13, Sinner quyết định từ bỏ trượt tuyết và bóng đá để chuyển sang quần vợt vì anh thích thi đấu trực tiếp với đối thủ và có nhiều sai số hơn trong toàn bộ trận đấu không giống như trong một cuộc đua trượt tuyết, và thích trở thành một vận động viên thể thao cá nhân nơi anh có thể đưa ra quyết định không giống như trong một đội bóng đá. Anh cũng quyết định rời gia đình và chuyển đến Bordighera ở Riviera để tập luyện tại Trung tâm Quần vợt Piatti dưới sự huấn luyện của Riccardo Piatti và Massimo Sartori, một quyết định được bố mẹ anh ủng hộ. Tại trung tâm, Sinner sống với gia đình của Luka Cvjetkovic, một trong những huấn luyện viên của anh. Trước khi Sinner bắt đầu tập luyện toàn thời gian với Piatti, anh chỉ tập hai lần một tuần.

## Sự nghiệp trẻ
Sinner bắt đầu chơi ở ITF Junior Circuit vào năm 2016. Mặc dù không có nhiều thành tích ở cấp độ trẻ, anh vẫn chuyển sang thi đấu cấp độ chuyên nghiệp vào cuối năm 2017. Anh chưa bao giờ vào một vòng đấu chính của giải đấu Hạng 1 ở nội dung đơn, và cũng chỉ một lần duy nhất chơi ở giải Hạng A khi anh tham dự Trofeo Bonfiglio. Anh thua vòng mở màn ở giải Hạng A của Ý vào năm 2017 và tứ kết năm 2018. Đó cũng là giải trẻ duy nhất anh tham dự trong năm 2018. Anh chưa bao giờ tham dự một giải Grand Slam trẻ. Vì tham dự ít giải, thứ hạng trẻ cao nhất của Sinner là vị trí số 133.

## Sự nghiệp chuyên nghiệp

### 2018–19: 3 danh hiệu Challenger, vô địch Next Gen, top 100

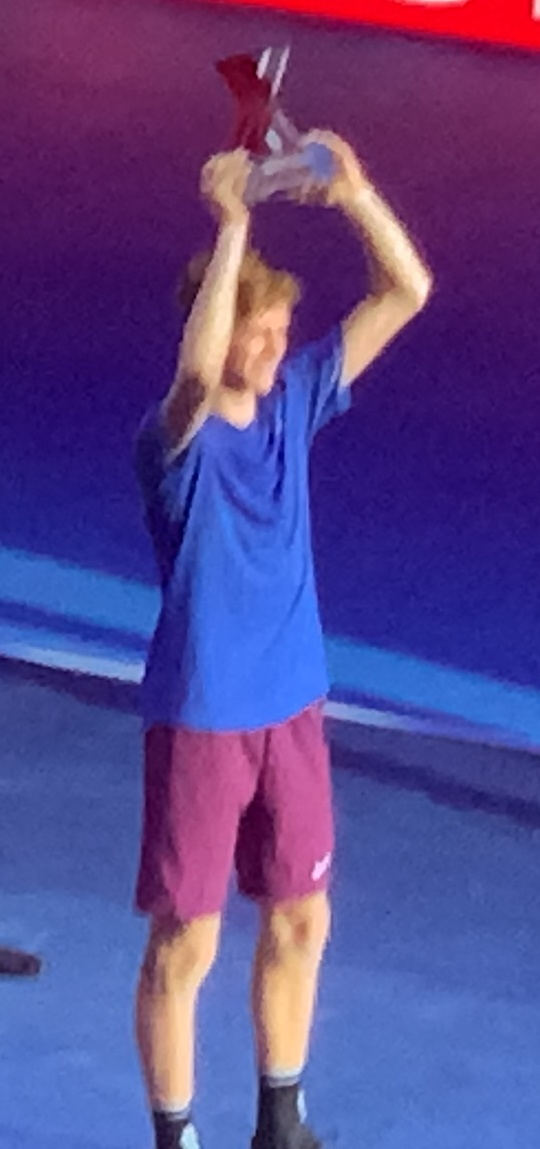
Sinner tại NextGen ATP Finals 2019 ở Milan

Sinner bắt đầu thi đấu ở ITF Men's Circuit vào đầu năm 2018. Vì thứ hạng thấp, anh chỉ có thể tham dự giải ITF Futures. Tuy nhiên, anh bắt đầu được đặc cách vào các giải đấu ATP Challenger Tour vào nửa cuối năm. Danh hiệu ITF duy nhất trong năm của anh là ở nội dung đôi, và anh kết thúc mùa giải với vị trí số 551.
Sinner giành danh hiệu ATP Challenger đầu tiên ở Bergamo vào tháng 2 năm 2019 ở tuổi 17 và 6 tháng mặc dù tham dự giải đấu với không trận thắng tại cấp độ Challenger trước đó. Anh trở thành tay vợt đầu tiên sinh năm 2001 vào chung kết giải Challenger, và là tay vợt trẻ nhất nước Ý giành danh hiệu Challenger trong lịch sử. Với danh hiệu này, anh tăng hơn 200 bậc trên bảng xếp hạng ATP, lên vị trí số 324. Sau danh hiệu ITF Futures thứ hai, Sinner tham dự giải đấu ATP đầu tiên tại Giải quần vợt Hungary Mở rộng, nơi anh có trận thắng đầu tiên thuộc cấp độ trước tay vợt đặc cách chủ nhà Máté Valkusz. Tuần tiếp theo, anh vào chung kết ATP Challenger thứ hai ở Ostrava, thua trước Kamil Majchrzak.
Trong nửa cuối mùa giải, Sinner bắt đầu thi đấu ở ATP Tour nhiều hơn Challenger Tour. Anh có trận thắng đầu tiên ở cấp độ ATP Masters tại giải Internazionali BNL d'Italia trước Steve Johnson vào top 200 với trận thắng ATP tiếp theo tại giải Croatia Open Umag vào tháng 7. Tháng tiếp theo, anh giành danh hiệu ATP Challenger thứ hai tại Lexington để trở thành một trong 11 tay vợt 17 tuổi giành được nhiều danh hiệu Challenger. Mặc dù không vượt qua vòng loại giải Wimbledon, Sinner vẫn có lần đầu tiên vượt qua vòng loại giải Grand Slam tại Mỹ Mở rộng. Anh thua trước tay vợt số 24 Stan Wawrinka.
Sinner có một kết thúc tốt ở mùa giải. Sau khi được đặc cách vào European Open, anh trở thành tay vợt trẻ nhất vào vòng bán kết một giải ATP. Trong giải đấu, anh loại hạt giống số 1 và tay vợt số 13 thế giới Gael Monfils để lần đầu tiên giành chiến thắng một tay vợt trong top 50. Màn trình diễn này giúp anh vào top 100 lần đầu tiên vào một tuần sau đó. Vào cuối mùa giải, Sinner vượt qua vòng loại giải Next Gen ATP Finals 2019 khi là tay vợt đặc cách người Ý và là hạt giống thấp nhất giải đấu. Ở vòng bảng, anh giành chiến thắng trước Frances Tiafoe và Mikael Ymer, chỉ thua mỗi Ugo Humbert. Sau khi đánh bại Miomir Kecmanović ở vòng bán kết, Sinner đánh bại tay vợt số 18 thế giới Alex de Minaur sau 3 set để giành chức vô địch. Anh tham dự giải đấu cuối cùng ở Ý vào tuần sau đó, giành danh hiệu Challenger thứ ba ở Ortisei. Sinner kết thúc năm ở vị trí số 78 trên thế giới, trở thành tay vợt trẻ nhất vào top 80 kể từ sau Rafael Nadal vào năm 2003. Anh cũng giành giải ATP Newcomer of the Year.

### 2020: Tứ kết Pháp Mở rộng, danh hiệu ATP, top 40
Đầu mùa giải, Sinner vào vòng 2 Giải quần vợt Úc Mở rộng 2020, thắng trận đấu ở vòng đấu chính Grand Slam đầu tiên trước tay vợt đặc cách nước chủ nhà Max Purcell, trước khi thua trước Márton Fucsovics. Sau khi được đặc cách tại Rotterdam Open, anh giành chiến thắng trước tay vợt trong top 10 đầu tiên trước tay vợt số 10 thế giới David Goffin. Sau khi mùa giải ATP Tour bị hoãn lại vì đại dịch COVID-19, Sinner đã khởi động lại mùa giải thành công. Mặc dù thua ở vòng 1 trước Karen Khachanov tại Giải quần vợt Mỹ Mở rộng, anh bắt đầu thi đấu tốt hơn ở chân Âu. Anh vào vòng 3 tại giải Rome Masters, trong đó có chiến thắng trước tay vợt số 6 thế giới Stefanos Tsitsipas. Anh sau đó trở thành tay vợt trẻ nhất vào vòng tứ kết Giải quần vợt Pháp Mở rộng kể từ sau Novak Djokovic vào năm 2006, và là tay vợt đầu tiên vào vòng tứ kết ngay trong lần đầu tham dự kể từ sau Rafael Nadal vào năm 2005. Trong giải đấu, anh lại đánh bại Goffin cũng như á quân Mỹ Mở rộng và tay vợt số 7 thế giới Alexander Zverev trước khi thua trước Nadal. Sau khi vào vòng bán kết tại giải Cologne Championship, nơi anh thua trước Zverev, Sinner kết thúc mùa giải với chức vô địch giải Sofia Open để giành danh hiệu ATP đầu tiên. Trong giải đấu, anh đánh bại Alex de Minaur trước khi thắng Vasek Pospisil trong trận chung kết. Anh trở thành tay vợt trẻ nhất nước Ý trong Kỷ nguyên Mở và trẻ nhất giành một danh hiệu ATP kể từ sau Kei Nishikori vào năm 2008. Hết năm, anh đứng ở vị trí thứ 37 trên thế giới.

### 2021: Danh hiệu ATP thứ hai
Sinner bắt đầu mùa giải 2021 với danh hiệu ATP thứ hai tại giải Great Ocean Road Open. Tại Giải quần vợt Úc Mở rộng 2021, anh thua ở vòng 1 trước Denis Shapovalov sau 5 set.

## Huấn luyện viên
Khi Sinner bắt đầu ưu tiên quần vợt ở tuổi 13, anh được huấn luyện bởi Riccardo Piatti, người cũng từng làm huấn luyện viên bán thời gian của Novak Djokovic và Milos Raonic. Tại thời điểm đó, anh cũng bắt đầu làm việc với Andrea Volpini và Massimo Sartori, những người sau này làm huấn luyện viên lâu năm cho Andreas Seppi. Anh tiếp tục làm việc với Piatti với tư cách là huấn luyện viên chính, và Volpini là huấn luyện viên thứ 2. Đội ngũ của anh cũng bao gồm nhà vật lý trị liệu  Claudio Zimaglia và huấn luyện viên thể lực Dalibor Sirola.

## Cuộc sống cá nhân
Sinner sống tại Monte Carlo ở Monaco. Anh là một fan của câu lạc bộ bóng đá A.C. Milan. Một trong những thần tượng quần vợt của anh là tay vợt đồng hương Andreas Seppi, người cũng đến từ Nam Tyrol. Tuy nhiên, anh khao khát vượt qua Seppi về thành tích. Vì vậy, thần tượng chính của anh là Roger Federer và Novak Djokovic.

## Các trận chung kết quan trọng

### Chung kết Grand Slam

#### Đơn: 3 (3danh hiệu)
| Kết quả | Năm  | Giải đấu            | Mặt sân | Đối thủ          | Tỷ số                   |
| ------- | ---- | ------------------- | ------- | ---------------- | ----------------------- |
| Thắng   | 2024 | Australian Open     | Cứng    | Daniil Medvedev  | 3–6, 3–6, 6–4, 6–4, 6–3 |
| Thắng   | 2024 | US Open             | Cứng    | Taylor Fritz     | 6–3, 6–4, 7–5           |
| Thắng   | 2025 | Australian Open (2) | Cứng    | Alexander Zverev | 6–3, 7–6(7–4), 6–3      |

### Chung kết ATP Finals

#### Đơn: 1 (1 á quân)
| Kết quả | Năm  | TGiải đấu     | Mặt sân  | Đối thủ        | Tỷ số    |
| ------- | ---- | ------------- | -------- | -------------- | -------- |
| Thua    | 2023 | ATP Finals, Ý | Cứng (i) | Novak Djokovic | 3–6, 3–6 |
| Thắng   | 2024 | ATP Finals, Ý | Cứng (i) | Taylor Fritz   | 6–4, 6–4 |

### Chung kết Masters 1000

#### Đơn: 6 (4 danh hiệu, 2 á quân)
| Kết quả | Năm  | Giải đấu         | Mặt sân | Đối thủ         | Tỷ số         |
| ------- | ---- | ---------------- | ------- | --------------- | ------------- |
| Thua    | 2021 | Miami Open       | Cứng    | Hubert Hurkacz  | 6–7(4–7), 4–6 |
| Thua    | 2023 | Miami Open       | Cứng    | Daniil Medvedev | 5–7, 3–6      |
| Thắng   | 2023 | Canadian Open    | Cứng    | Alex de Minaur  | 6–4, 6–1      |
| Thắng   | 2024 | Miami Open       | Cứng    | Grigor Dimitrov | 6–3, 6–1      |
| Thấng   | 2024 | Cincinnati Open  | Cứng    | Frances Tiafoe  | 7–6(7–4), 6–2 |
| Thắng   | 2024 | Shanghai Masters | Cứng    | Novak Djokovic  | 7–6(7–4), 6–3 |

## Chung kết ATP

### Đơn: 24 (19 danh hiệu, 5 á quân)
| Giải đấu               |
| ---------------------- |
| Grand Slam (3–0)       |
| ATP Finals (1–1)       |
| ATP Masters 1000 (4–2) |
| ATP 500 Series (5–2)   |
| ATP 250 Series (6–0)   |

| Mặt sân       |
| ------------- |
| Cứng (12–4)   |
| Đất nện (1–0) |
| Cỏ (1–0)      |

| Kiểu sân         |
| ---------------- |
| Ngoài trời (8–2) |
| Trong nhà (6–2)  |

| Kết quả | Thắng-Thua | Ngày          | Giải đấu                         | Cấp độ       | Mặt sân  | Đối thủ            | Tỷ số                   |
| ------- | ---------- | ------------- | -------------------------------- | ------------ | -------- | ------------------ | ----------------------- |
| Thắng   | 1–0        | Th11 năm 2020 | Sofia Open, Bulgaria             | 250 Series   | Cứng (i) | Vasek Pospisil     | 6–4, 3–6, 7–6(7–3)      |
| Thắng   | 2–0        | Th2 năm 2021  | Great Ocean Road Open, Australia | 250 Series   | Cứng     | Stefano Travaglia  | 7–6(7–4), 6–4           |
| Thua    | 2–1        | Th4 năm 2021  | Miami Open, Mỹ                   | Masters 1000 | Hard     | Hubert Hurkacz     | 6–7(4–7), 4–6           |
| Thắng   | 3–1        | Th7 năm 2021  | Washington Open, Mỹ              | 500 Series   | Hard     | Mackenzie McDonald | 7–5, 4–6, 7–5           |
| Thắng   | 4–1        | Th10 năm 2021 | Sofia Open, Bulgaria (2)         | 250 Series   | Cứng (i) | Gaël Monfils       | 6–3, 6–4                |
| Thắng   | 5–1        | Th10 năm 2021 | European Open, Bỉ                | 250 Series   | Cứng (i) | Diego Schwartzman  | 6–2, 6–2                |
| Thắng   | 6–1        | Th7 năm 2022  | Croatia Open, Croatia            | 250 Series   | Đất nện  | Carlos Alcaraz     | 6–7(5–7), 6–1, 6–1      |
| Thắng   | 7–1        | Th2 năm 2023  | Open Sud de France, Pháp         | 250 Series   | Cứng (i) | Maxime Cressy      | 7–6(7–3), 6–3           |
| Thua    | 7–2        | Th2 năm 2023  | Rotterdam Open, Hà Lan           | 500 Series   | Cứng (i) | Daniil Medvedev    | 7–5, 2–6, 2–6           |
| Thua    | 7–3        | Th3 năm 2023  | Miami Open, Mỹ                   | Masters 1000 | Cứng     | Daniil Medvedev    | 5–7, 3–6                |
| Thắng   | 8–3        | Th8 năm 2023  | Canadian Open, Canada            | Masters 1000 | Cứng     | Alex de Minaur     | 6–4, 6–1                |
| Thắng   | 9–3        | Th10 năm 2023 | China Open, Trung Quốc           | 500 Series   | Cứng     | Daniil Medvedev    | 7–6(7–2), 7–6(7–2)      |
| Thắng   | 10–3       | Th10 năm 2023 | Vienna Open, Áo                  | 500 Series   | Cứng (i) | Daniil Medvedev    | 7–6(9–7), 4–6, 6–3      |
| Thua    | 10–4       | Th11 năm 2023 | ATP Finals, Italy                | Tour Finals  | Cứng (i) | Novak Djokovic     | 3–6, 3–6                |
| Thắng   | 11–4       | Th1 năm 2024  | Australian Open, Australia       | Grand Slam   | Cứng     | Daniil Medvedev    | 3–6, 3–6, 6–4, 6–4, 6–3 |
| Thắng   | 12–4       | Th2 năm 2024  | Rotterdam Open, Hà Lan           | 500 Series   | Cứng (i) | Alex de Minaur     | 7–5, 6–4                |
| Thắng   | 13–4       | Th3 năm 2024  | Miami Open, Mỹ                   | Masters 1000 | Cứng     | Grigor Dimitrov    | 6–3, 6–1                |
| Thắng   | 14–4       | Th6 năm 2024  | Halle Open, Đức                  | 500 Series   | Cỏ       | Hubert Hurkacz     | 7–6(10–8), 7–6(7–2)     |
| Thắng   | 15–4       | Th8 năm 2024  | Cincinnati Open, Mỹ              | Masters 1000 | Cứng     | Frances Tiafoe     | 7–6(7–4), 6–2           |
| Thắng   | 16–4       | Th8 năm 2024  | US Open, Mỹ                      | Grand Slam   | Cứng     | Taylor Fritz       | 6–3, 6–4, 7–5           |
| Thua    | 16–5       | Th10 năm 2024 | China Open, Trung Quốc           | 500 Series   | Hard     | Carlos Alcaraz     | 7–6(8–6), 4–6, 6–7(3–7) |
| Thắng   | 17–5       | Th10 năm 2024 | Shanghai Masters, Trung Quốc     | Masters 1000 | Cứng     | Novak Djokovic     | 7–6(7–4), 6–3           |
| Thắng   | 18–5       | Th11 năm 2024 | ATP Finals, Ý                    | Tour Finals  | Cứng (i) | Taylor Fritz       | 6–4, 6–4                |
| Thắng   | 19–5       | Th1 năm 2025  | Australian Open, Australia (2)   | Grand Slam   | Hard     | Alexander Zverev   | 6–3, 7–6(7–4), 6–3      |

### Đôi: 1 (1 danh hiệu)
| Giải đấu               |
| ---------------------- |
| Grand Slam (0–0)       |
| ATP Finals (0–0)       |
| ATP Masters 1000 (0–0) |
| ATP 500 Series (0–0)   |
| ATP 250 Series (1–0)   |

| Mặt sân       |
| ------------- |
| Cứng (1–0)    |
| Đất nện (0–0) |
| Cỏ (0–0)      |

| Kiểu sân         |
| ---------------- |
| Ngoài trời (1–0) |
| Trong nhà (0–0)  |

| Kết quả | Thắng-Thua | Ngày         | Giải đấu         | Cấp độ     | Mặt sân | Đồng đội      | Đối thủ                       | Tỷ số                 |
| ------- | ---------- | ------------ | ---------------- | ---------- | ------- | ------------- | ----------------------------- | --------------------- |
| Thắng   | 1–0        | Th7 năm 2021 | Atlanta Open, Mỹ | 250 Series | Cứng    | Reilly Opelka | Steve Johnson Jordan Thompson | 6–4, 6–7(6–8), [10–3] |